# Aeroporto di Saratov-Gagarin
L'aeroporto di Saratov-Gagarin (in russo: Международный Аэропорт Гагарин, letteralmente aeroporto internazionale di Gagarin) è un aeroporto situato nei pressi della città di Saratov nella Russia europea, operativo dal 20 agosto 2019.
L'aeroporto è dedicato all'astronauta Jurij Gagarin.